# Igrejinha
Igrejinha è un comune del Brasile nello Stato del Rio Grande do Sul, parte della mesoregione Metropolitana de Porto Alegre e della microregione di Gramado-Canela.

## Storia

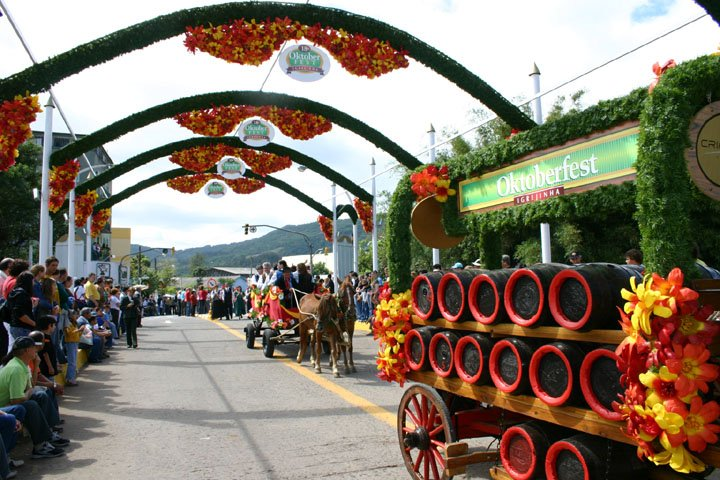
Immagine dell'Oktoberfest

Divenne comune autonomo il 1º giugno 1964 per distacco da quello di Taquara e dista 82 km dal capoluogo di Porto Alegre.
Il nome della città, traducibile come piccola chiesa si deve appunto a una piccola chiesa costruita dagli immigrati tedeschi nel 1863
L'attrazione principale della città, grazie anche alla forte presenza di cittadini di origine tedesca, è la Oktoberfest che si svolge dal 1988, una delle tante feste omonime che si effettuano nel mondo sulla falsariga della Oktoberfest originale tedesca.
L'economia cittadina è basata principalmente sull'industria calzaturiera.